# Сантиссима-Тринита-дей-Монти
Санти́ссима-Тринита́-дей-Мо́нти (итал. Chiesa della Santissima Trinità dei Monti), также Santissima Trinità al Monte Pincio — церковь «Пресвятой Троицы на горах», или церковь «Пресвятой Троицы на холме Пинчо». Находится в Риме, на одноимённой площади, на северной оконечности Квиринальского холма, близ холма Пинчо (от семейства Пинчиев, которому принадлежали большие владения на холме). Является титулярной церковью (с 13 апреля 1587 г.). 
Церковь Св. Троицы является одной из пяти франкоязычных католических церквей Рима наряду с Сан-Луиджи-дей-Франчези, Сан-Никола-дей-Лоренези, Сант-Иво-дей-Бретони, Санти-Клаудио-э-Андреа-дей-Боргоньони.
От церкви берёт своё начало знаменитая Испанская лестница. 

## История
Возникновение церкви связано с историей вторжения в Италию в 1494 году французских войск Карла VIII. В 1495 году французский король и папа римский Александр VI подписали мирное соглашение. В память о пребывании в Риме король Карл VIII повелел построить несколько церквей, в частности по просьбе французских монахов доминиканского ордена и Св. Франциска ди Паола церковь Пресвятой Троицы. Строительство церкви началось в 1502 году по заказу и на средства короля Франции Людовика XII. В 1502—1519 гг. был возведен восточный сводчатый неф, который сохранился до настоящего времени. К 1585 году завершили западную часть нефа (отделённую от старой части ажурной оградой с эмблемой Св. Сердца) и фасад с двумя симметричными башнями по проекту французского архитектора Дюка де Жёза. На одной башне находятся обычные часы, на другой — солнечные. В 1585 году церковь была освящена папой Сикстом V.
Во время французской революции 1789—1791 годов её разрушили, но затем, в 1816 году, архитектор Ф. Мазуа с помощью студентов Французской Академии в Риме (с 1803 г. располагавшейся рядом на бывшей вилле Медичи) восстановил храм. Ныне он представляет собой собственность Французской республики и находится в ведении монахинь общины Святого Сердца.

## Архитектура и интерьер

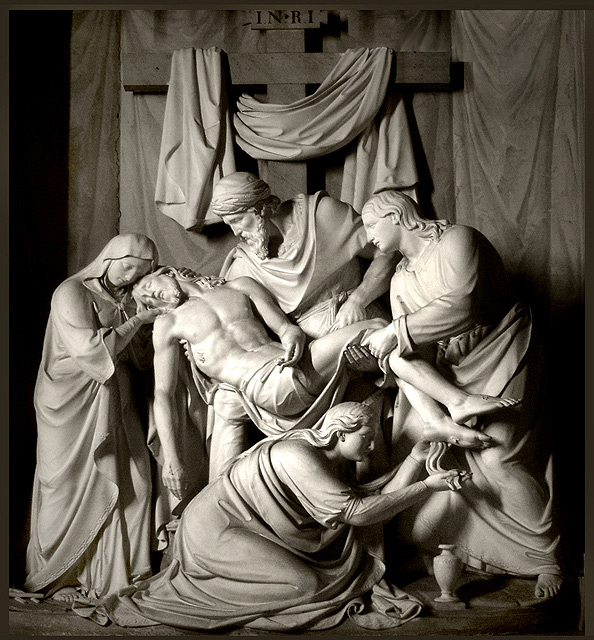
В. Т. Ахтерман. Снятие с креста (Пиета). Ок. 1870. Гипсовый слепок с утраченного оригинала

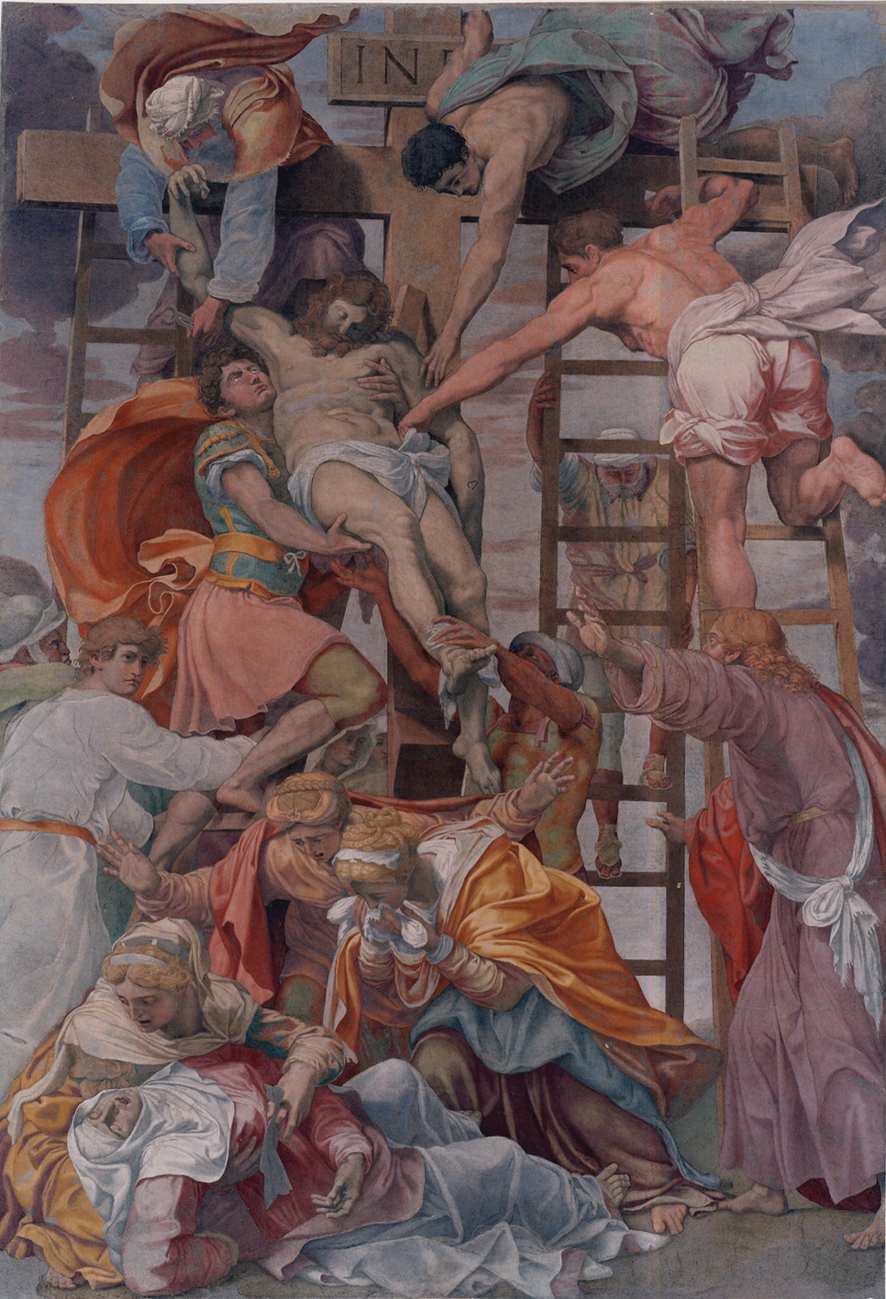
Даниеле да Вольтерра. Снятие с креста. 1541. Фреска

Новый фасад церкви соответствует аналогичным проектам Джакомо делла Порта и Карло Мадерно в стиле римского барокко и, одновременно, следует традициям романо-готического искусства — композиции с двумя симметрично расположенными башнями. Античный обелиск (древнеримская имитация египетского обелиска) из садов Саллюстия был установлен перед храмом в 1789 году.
Интерьер церкви, согласно средневековым традициям готической архитектуры юга Франции, образует один большой неф с множеством сообщающихся капелл по обе стороны. Капеллы хранят выдающиеся произведения искусства. Первая капелла справа (капелла Альтовити) украшена циклом фресок на тему «Истории святого Иоанна Крестителя» работы Джованни Батисты Нальдини, также автора алтаря с Крещением Христа. В третьей капелле справа (капелла Лукреции делла Ровере) находится фреска Даниеле да Вольтерра, ученика Микеланджело, — композиция «Вознесение Мадонны» (Ассунта, 1548—1550). Далее, в капелле Орсини имеются фрески художников второй половины XVI века: Родольфо Пио да Карпи, Просперо Античчи, Париса Ногари. В шестой капелле по правой стороне нефа — росписи умбрийского художника школы Пинтуриккьо.
В первой капелле слева (капелла Боргезе) находится скульптурная группа «Пьета» (Снятие с креста). Это гипсовый слепок оригинала немецкого скульптора Вильгельма Теодора Ахтермана (1799—1884), сделанного для собора в Мюнстере и утраченного во время бомбардировок Второй мировой войны в Германии. Во второй капелле слева (капелла Лукреции делла Ровере) находится знаменитая фреска Даниеле да Вольтерра «Снятие с креста» (1541). Её считают одним из самых выдающихся произведений маньеризма «в манере Микеланджело». В восьмой капелле справа (часовня Массимо) можно увидеть цикл фресок Перино дель Вага («Истории Ветхого и Нового Завета»,1537), завершённый между 1563 и 1589 годами Таддео и Федерико Цуккари. «Крещение Христа» и фрески в капелле Св. Иоанна Крестителя выполнены Джованни Баттистой Нальдини (1580).
Для главного алтаря церкви Тринита-дей-Монти французский живописец Жан-Огюст Доминик Энгр написал картину «Христос, передающий святому Петру ключи от рая в присутствии апостолов» (1817—1820; ныне в собрании Лувра в Париже).
Церковь Санта-Тринита-дей-Монти является титулярной церковью, кардиналом-священником с титулом церкви Санта-Тринита-дей-Монти с 21 октября 2003 года, является французский кардинал Филипп Барбарен.